# John W. Stephens
 (février 2020).
John W. Stephens (13 octobre 1834 - 21 mai 1870) était un sénateur de l’État de Caroline du Nord. Il fut poignardé et étranglé par le Ku Klux Klan le 21 mai 1870,.

## Assassinat par le Ku Klux Klan
Les activités politiques de John W. Stephens irritèrent profondément le Ku Klux Klan du comté de Caswell. Le Ku Klux Klan mit alors sur pied alors un procès par contumace de John W. Stevens à l'issue duquel il fut déclaré coupable et condamné à mort. Des membres du Klan soutinrent alors que Stevens avait opposé une défense vigoureuse, bien qu'aucune preuve à cet égard n'ait jamais été avancée. C'est sur la base de ce « verdict » que fut réalisé l'assassinat de Stevens, le 21 mai 1870. 
Selon les comptes-rendus de l'époque, l'assassinat fut conduit dans une arrière-salle du tribunal du comté de Caswell, à Yanceyville. Stephens assistait à une réunion du Parti démocrate, dans le but de convaincre un membre important du Parti de se présenter comme shérif en tant que Républicain. L'homme qu'il s'efforçait de convaincre lui fit signe du rez-de-chaussée de la salle, et Stephens alla le rejoindre en bas. Connaissant la réputation qu'avait Stephens d'être très sérieusement armé, ses assassins membres du Klan s'étaient rassemblés et comptaient entre huit et douze hommes qui attendaient dans une pièce obscure du premier étage du tribunal du comté de Caswell. Après une recherche menée par sa famille et des amis, le corps sans vie de John W. Stephens fut découvert le lendemain dans la pièce du premier étage. 